# Complexo Ski
O complexo Ski é um complexo multi-proteico envolvido na degradação da extremidade 3' do RNA mensageiro em levedura. O complexo consiste de três proteínas principais, a RNA helicase Ski2 e as proteinas Ski3 e Ski8. Na levedura, o complexo conduz as moléculas RNA à degradação do complexo de exossoma a partir de uma quarta proteína, chamada Ski7, que contém uma proteína semelhante à GTPase.